# 乌罗内斯
乌罗内斯，是西班牙卡斯蒂利亚-莱昂布尔戈斯省的一个市镇。总面积8平方公里，总人口70人（2001年），人口密度9人/平方公里。